# William Terrence McGrattan
William Terrence McGrattan (Londres, Ontário, 19 de setembro de 1956) é um clérigo canadense e bispo católico romano de Calgary.
William Terrence McGrattan foi ordenado sacerdote pela Diocese de Londres (Ontário) em 2 de maio de 1987.
Papa Bento XVI nomeou-o bispo titular de Furnos Menor e bispo auxiliar em Toronto em 6 de novembro de 2009. O bispo de Londres, Ronald Peter Fabbro CSB, ordenou-o bispo em 12 de janeiro do ano seguinte; Os co-consagradores foram Murray Chatlain, bispo de Mackenzie-Fort Smith, e John Michael Sherlock, ex-bispo de Londres. Ele escolheu HABE FIDUCIAM IN DOMINO como lema.
O Papa Francisco nomeou-o Bispo de Peterborough em 8 de abril de 2014. A posse ocorreu no dia 23 de junho do mesmo ano.
Em 4 de janeiro de 2017, o Papa Francisco nomeou-o Bispo de Calgary. A posse ocorreu no dia 27 de fevereiro do mesmo ano.